# Neil Brady
Neil Brady (né le 12 avril 1968 Montréal ville de la province de Québec au Canada) est un joueur professionnel de hockey sur glace retraité.

## Carrière
Il commence sa carrière en jouant dans la ligue de hockey amateur de l'Alberta Mens Hockey League en 1984 et à la fin de la saison, il rejoint l'équipe des Tigers de Medicine Hat de la Ligue de hockey de l'Ouest pour trois matchs des séries éliminatoires. Aux côtés du gardien Mark Fitzpatrick, Brady remporte sa première Coupe Memorial de la Ligue canadienne de hockey en 1985. L'année suivante, pour sa première saison complète dans la LHOu, il est nommé meilleure recrue de l'année de la LHOu et remporte le trophée Jim Piggott et remporte une nouvelle fois la Coupe Memorial. En 72 matchs, il inscrit 81 points pour son équipe et lors de l'été qui va suivre, il participe au repêchage d'entrée dans la Ligue nationale de hockey. Il est choisi lors de la première ronde par les Devils du New Jersey derrière Joe Murphy et Jimmy Carson.
Il ne débute pas de suite dans la LNH et à la place continue encore dans la LHOu. Finalement, il fait ses débuts en professionnels en 1988 mais au sein de la Ligue américaine de hockey. Il ne parvient jamais dans sa carrière à se faire une place au sein d'un effectif de la LNH (il signe par la suite pour les Sénateurs d'Ottawa puis avec les Stars de Dallas) mais passe la majorité de sa carrière dans les ligues mineures et notamment dans la Ligue internationale de hockey.
Il inscrit tout de même le premier but de l'histoire de la franchise des Sénateurs lors de leur première saison en 1992-1993.

## Statistiques
Pour les significations des abréviations, voir Statistiques du hockey sur glace.
| Saison     | Équipe                 | Ligue      |    | Saison régulière | Saison régulière | Saison régulière | Saison régulière | Saison régulière |   | Séries éliminatoires | Séries éliminatoires | Séries éliminatoires | Séries éliminatoires | Séries éliminatoires |
| Saison     | Équipe                 | Ligue      | PJ | B                | A                | Pts              | Pun              | PJ               | B | A                    | Pts                  | Pun                  |                      |                      |
| 1984-1985  | Tigers de Medicine Hat | LHOu       |    |                  |                  |                  |                  | 3                | 0 | 0                    | 0                    | 2                    |                      |                      |
| 1985-1986  | Tigers de Medicine Hat | LHOu       | 72 | 21               | 60               | 81               | 104              | 21               | 9 | 11                   | 20                   | 23                   |                      |                      |
| 1986-1987  | Tigers de Medicine Hat | LHOu       | 57 | 19               | 64               | 83               | 126              | 18               | 1 | 4                    | 5                    | 25                   |                      |                      |
| 1987-1988  | Tigers de Medicine Hat | LHOu       | 61 | 16               | 35               | 51               | 110              | 15               | 0 | 3                    | 3                    | 19                   |                      |                      |
| 1988-1989  | Devils d'Utica         | LAH        | 75 | 16               | 21               | 37               | 56               | 4                | 0 | 3                    | 3                    | 0                    |                      |                      |
| 1989-1990  | Devils d'Utica         | LAH        | 38 | 10               | 13               | 23               | 21               | 5                | 0 | 1                    | 1                    | 10                   |                      |                      |
| 1989-1990  | Devils du New Jersey   | LNH        | 19 | 1                | 4                | 5                | 13               |                  |   |                      |                      |                      |                      |                      |
| 1990-1991  | Devils d'Utica         | LAH        | 77 | 33               | 63               | 96               | 91               |                  |   |                      |                      |                      |                      |                      |
| 1990-1991  | Devils du New Jersey   | LNH        | 3  | 0                | 0                | 0                | 0                |                  |   |                      |                      |                      |                      |                      |
| 1991-1992  | Devils d'Utica         | LAH        | 33 | 12               | 30               | 42               | 28               |                  |   |                      |                      |                      |                      |                      |
| 1991-1992  | Devils du New Jersey   | LNH        | 7  | 1                | 0                | 1                | 4                |                  |   |                      |                      |                      |                      |                      |
| 1992-1993  | Senators de New Haven  | LAH        | 8  | 6                | 3                | 9                | 2                |                  |   |                      |                      |                      |                      |                      |
| 1992-1993  | Sénateurs d'Ottawa     | LNH        | 55 | 7                | 17               | 24               | 57               |                  |   |                      |                      |                      |                      |                      |
| 1993-1994  | Wings de Kalamazoo     | LIH        | 43 | 10               | 16               | 26               | 188              | 5                | 1 | 1                    | 2                    | 10                   |                      |                      |
| 1993-1994  | Stars de Dallas        | LNH        | 5  | 0                | 1                | 1                | 21               |                  |   |                      |                      |                      |                      |                      |
| 1994-1995  | Wings de Kalamazoo     | LIH        | 70 | 13               | 45               | 58               | 140              | 15               | 5 | 14                   | 19                   | 22                   |                      |                      |
| 1995-1996  | K-Wings du Michigan    | LIH        | 61 | 14               | 20               | 34               | 127              | 10               | 1 | 4                    | 5                    | 8                    |                      |                      |
| 1996-1997  | K-Wings du Michigan    | LIH        | 76 | 13               | 20               | 33               | 62               | 4                | 1 | 0                    | 1                    | 0                    |                      |                      |
| 1997-1998  | Aeros de Houston       | LIH        | 65 | 9                | 26               | 35               | 56               | 4                | 2 | 0                    | 2                    | 34                   |                      |                      |
| 1998-1999  | Moose du Manitoba      | LIH        | 13 | 1                | 5                | 6                | 8                |                  |   |                      |                      |                      |                      |                      |
| 1999-2000  | Grizzlies de l'Utah    | LIH        | 82 | 14               | 36               | 50               | 129              | 3                | 0 | 0                    | 0                    | 2                    |                      |                      |
| 2000-2001  | Wolves de Chicago      | LIH        | 24 | 1                | 1                | 2                | 12               |                  |   |                      |                      |                      |                      |                      |
| 2000-2001  | Grizzlies de l'Utah    | LIH        | 26 | 0                | 4                | 4                | 34               |                  |   |                      |                      |                      |                      |                      |
| Totaux LNH | Totaux LNH             | Totaux LNH | 89 | 9                | 22               | 31               | 95               |                  |   |                      |                      |                      |                      |                      |